# Джунковский, Василий Яковлевич
Васи́лий Я́ковлевич Джунко́вский (1767—1826) — русский филолог, историк медицины, переводчик, литературовед и библиограф заслуженный профессор (1823), ректор Харьковского университета, действительный статский советник.

## Биография
Родился в 1767 году в семье священника, служившего в городе Лебедине Харьковской губернии.
По окончании в 1788 году курса в Харьковском коллегиуме поступил на службу волонтёром в госпитальную школу при Санкт-Петербургском Генеральном сухопутном военном госпитале. В 1789 году перешёл в Калинкинскую больницу, где в 1791—1797 годах был в Калинкинском медико-хирургическом училище учителем греческого языка и надзирателем за учащимися.
С 1790 года он также состоял учителем греческого, латинского и русского языков в Петербургской медико-хирургической академии. С 1795 года он также был переводчиком в Государственной медицинской коллегии.
В 1802 году по указу медицинской коллегии был назначен библиотекарем Петербургской медико-хирургической академии. В 1804 году назначен начальником архива государственной медицинской управы, одновременно с этим Джунковский состоял переводчиком при медицинском совете и корректором медицинской типографии. В 1811 году участвовал в комиссии для издания при Петербургской медико-хирургической академии медицинского журнала. В 1813 году был избран корреспондентом Медицинского совета при министерстве народного просвещения.
С 1818 года был профессором Харьковского университета; с 1821 по 1826 год был ректором; в 1823 году получил звание заслуженного профессора и был выбран председателем Харьковского университетского общества наук.
Умер 21 сентября (3 октября) 1826 года.

## Награды
- Орден Св. Владимира 4-й степени (1808) — за активное участие в создании Санкт-Петербургской медико-хирургической академии[2].
- Орден Св. Анны 2-й степени с алмазами (1826)[3].

## Публикации
Литературная деятельность Джунковского выразилась главным образом в переводах с иностранных языков, большей частью с немецкого. Оригинальные же статьи по содержанию носят смешанный характер: они касаются главным образом вопросов сельского хозяйства и отчасти истории медицины.
- Императорская медико-хирургическая академия в нынешнем ее состоянии // Всеобщий журн. врачебной  науки. Санкт-Петербург. 1811. — № 4. — .С. 1— 24
- Краткое обозрение врачебной науки в России с древних до нынешних времен // Всеобщий журн. врачеб. науки. Санкт-Петербург. 1811. — № 1. — С. 1—31; № 2.—  С. 1—44; № 3. — С. 1—69
- Обозрение медико-хирургической словесности в 1805 году // Всеобщий журнал врачебной науки. — Санкт-Петербург. 1811. — № 5. — С. 1—33
- Наставление о делании фаянсовой посуды, по препоручению Вольного Экономического общества, из достоверных опытных сочинений. — Санкт-Петербург, 1814. — 135 с., 1 рис.
- Об изящных художествах у греков и влиянии их на нравственность // Речи... 30 авг. 1819 г. — Харьков, 1819. — С. 1—40
- Catalogue liborum Collegii Rossici Imperiales = [Каталог книг Росcийской Императорской Медицинской коллегии]. — Petropoli, 1799. — 150 p.
- Catalogus librorum Akademia Caesareae medico-chirurgical = [Каталог библиотеки Императорской Медико-хирургической академии]. — Petropolitanae, 1809. — 705 p.
- Supplex dissertationum inauguralium = [Каталог защищенных диссертаций].—  Petropoli, 1816. — 640 p.
- Сatalogus librorum Bibliothecae Caesareas UNIVERSITATЕS Literarum Charcoviensis = [Каталог библиотеки Императорского Харьковского университета]. — Charcoviae, 1824. IV, — 511 p.